# Valle del Tevere
La valle del Tevere è la maggiore entità geografica parte del bacino idrografico del fiume Tevere compreso nella Regione Emilia-Romagna, la Regione Toscana, la Regione Umbria e la Regione Lazio; è caratterizzata da terrazzi fluviali e aree golenali che si protraggono dalla fascia appenninica sino al delta del fiume Tevere nel litorale del Mar Tirreno.

## Comuni

### Unioni dei comuni
- Unione dei Comuni Montani della Valtiberina Toscana[2]  formata dai comuni di Anghiari, Badia Tedalda, Caprese Michelangelo, Monterchi, Sansepolcro e Sestino.
- Comunità montana Associazione dei comuni "Trasimeno-Medio Tevere"[3]
- Unione dei comuni della Teverina[4] composta dai comuni del Lazio di Bagnoregio, Castiglione in Teverina, Celleno, Civitella d'Agliano, Graffignano.
- Unione dei Comuni della Valle del Tevere[5] formata dai comuni del Lazio di Collevecchio, Magliano Sabina e Stimigliano.
- Unione dei Comuni Valle del Tevere - Soratte, formata dai comuni del Lazio di Civitella San Paolo, Filacciano, Nazzano, Sant'Oreste e Torrita Tiberina.
- Consorzio intercomunale dei servizi e interventi sociali Valle del Tevere, il Consorzio, nato il 1º giugno 2015, è costituito dai 17 Comuni del distretto socio-sanitario 4 della ASL Roma 4[6]: Campagnano di Roma, Capena, Castelnuovo di Porto, Civitella San Paolo, Fiano Romano, Filacciano, Formello, Magliano Romano, Mazzano Romano, Morlupo, Nazzano, Ponzano Romano, Riano, Rignano Flaminio, Sacrofano, Sant’Oreste e Torrita Tiberina.

## Ambiente e territorio

### Le aree naturali protette
- Parco Fluviale del Tevere - Regione Umbria[7]
- Parco Fluviale interregionale del Tevere[8][9] - Proposta in Regione Lazio[10]
- Riserva Naturale Alta Valle del Tevere
- Parco Fluviale del Tevere, dei Mulini o dei due Fiumi - Torgiano[11]
- Parco Fluviale del Tevere[12][13] Ansa degli Ornari ZPS SIC[14]- Ponte Valleceppi Perugia
- Oasi naturalistica Lago di Alviano
- Monumento Naturale Balza di Seppie[15] (Calanchi) - Lubriano
- Riserva naturale Monte Casoli di Bomarzo[16][17] Parco dei Mostri
- Oasi Lago di San Liberato di Narni
- Monumento Naturale Forre del Rio Fratta[18][19] Pian Sant'Angelo
- Parco Regionale Valle del Treja (Paleotevere)[20]
- Riserva Naturale del Monte Soratte (Dorsale Tiberina)[21][22]
- Riserva Naturale Regionale "Lago di Nazzano" Tevere-Farfa[23][24]
- Monumento Naturale Laghetti in località Semblera[25] Monterotondo
- Parco Regionale di Vejo
- Riserva Naturale della Marcigliana[26][27]
- Riserva Naturale Valle dell'Aniene
- Parco Fluviale Urbano di Roma[28][29] - Oasi urbana del Tevere[30]
- Parco Tevere Marconi[31] - Parco Tevere sud Magliana[32][33] Roma
- Foce del Tevere - Riserva Naturale Statale del Litorale Romano[34][35]

### Geologia
Il bacino del Tevere è costituito da quattro principali ambienti morfo-strutturali:
• l’alto bacino del Tevere, occupato prevalentemente dai depositi terrigeni in facies di Flysch di origine toscana (in riva destra a nord del lago Trasimeno) e umbro-marchigiana (in riva sinistra)
• la dorsale carbonatica appenninica, che occupa il settore orientale e meridionale, costituita da rilievi carbonatici;
• il graben del Tevere con i suoi depositi di facies da marina a continentale, le conche intermontane;
• gli apparati vulcanici dei Monti Vulsini, Cimini, Sabatini e Albani, che occupano il settore sudoccidentale;
Graben:
- Graben del Paleotevere[37]
- Graben del Paglia-Tevere[38]
- Graben del Tevere, valle del Chiani[39][40]

Dorsale Tiberina
Il Monte Soratte fa parte, insieme ai Monti Cornicolani, di quella che viene chiamata la dorsale Tiberina, cioè una dorsale carbonatica, che è affiorata nel periodo meso-cenozoico dai sedimenti pliocenici e dalla copertura vulcanica. In periodi successivi la dorsale ha subito fratture sui lati ed al centro dove si è creata la depressione attraversata dal Tevere. I rilievi carbonatici del Monte Soratte costituiscono quindi un alto strutturale (tipo Horst) che separa la depressione della Valle del Tevere (a NE) dalla zona ribassata sabatina (a SO). 
La struttura del Soratte rappresenta quindi uno stacco morfologico molto netto e caratteristico rispetto alle zone circostanti. Essa è costituita da una serie di scaglie tettoniche sovrapposte legate a più eventi compressivi, verificatisi durante le fasi tettogenetiche appenniniche. Eventi tettonici distensivi successivi hanno generato sistemi di faglie dirette, subverticali e fratture orientate prevalentemente NO-SE e N-S, spesso riutilizzando le antiche linee di debolezza che hanno disarticolato in blocchi l'assetto precedente.

### Pedologia
Parco regionale del Tevere, Regione Umbria, differenti sistemi pedologici:
“Pianura della Bassa Valle del Tevere di Alviano”, “Collina di Baschi”, “Collina di Civitella del Lago”, “Collina di Ficulle”, “Pianura del Paglia”, “Collina di Deruta” e “San Terenziano”, “Pianure della media Valle del Tevere”, “Collina di Doglio”, “Colline e montagne da Titignano a Calvi”, “Collina da Montecchio a Calvi dell'Umbria”, “Collina da Piegaro a Corbara”

### Idrografia
Rete regionale di monitoraggio delle acque superficiali e sotterranee, reticolo idrografico della Valle del Tevere, Regione Umbria.
Piano di stralcio per il tratto metropolitano del Tevere da Castel Giubileo alla Foce - Interventi per il potenziamento ed il completamento del sistema di collettamento e di depurazione.

### Patrimonio dell'umanità
- Foresta fossile di Dunarobba sulle sponde del Lago Tiberino, era geologica Pleistocenica cenozoica, nel comune di Avigliano Umbro.[45][46]

### Turismo sostenibile aree rurali
- GAL Media Valle del Tevere - Regione Umbria; comuni di Assisi, Bastia Umbra, Bettona, Collazzone, Corciano, Deruta, Fratta Todina, Marsciano, Massa Martana, Monte Castello di Vibio, Perugia, Todi e Torgiano, Acquasparta e Avigliano Umbro.[47]
- G.A.L. Associazione Alto Tevere[48]
- APT dell'Alta Valle del Tevere[49]
- G.A.L in Teverina - Regione Lazio; Bagnoregio, Bolsena, Bomarzo, Capodimonte, Castiglione in Teverina, Celleno, Civitella di Agliano, Graffignano, Lubriano, Marta e Montefiascone[50]

### Musei
- Centro di Documentazione Etnografico del Tevere - Pretola Ecomuseo del Tevere[51]
- Museo Statale delle Arti e Tradizioni Popolari dell’Alta Valle del Tevere - Anghiari[52]
- Il Centro delle tradizioni popolari “Livio Dalla Ragione[53][54]” - Garavelle Frazione di Città di Castello[55][56]
- Museo Archeologico Nazionale dell'Umbria[57] - Perugia
- Il Museo regionale della ceramica di Deruta[58][59]
- Museo del Vino e delle Scienze Agroalimentari MUVIS di Castiglione in Teverina[60]
- Museo della Civiltà Contadina[61] e Antiquarium comunale[62] - Tenaglie Frazione di Montecchio
- Museo Civico di Lugnano in Teverina[63]
- Museo Naturalistico di Lubriano[64]
- Museo Geologico e delle Frane[65] museo regionale - Civita di Bagnoregio
- Ecomuseo della Ciliegia[66] e Museo diffuso dei Ricordi, della Civilita' Contadina[67] e Archeologico[68][69] - Celleno
- Ecomuseo della Teverina[70] - Mugnano in Teverina
- Museo Civico Archeologico di Orte[71]
- Museo comunale Antiquarium archeologico di Otricoli[72]
- Museo civico di Gallese in teverina[73]
- Museo Nazionale dell'Agro Falisco[74] archeologico - Civita Castellana
- Museo Civico Archeologico di Magliano Sabina
- Polo Scientifico Museale di Nazzano[75] "Museo del Fiume"[76]
- Museo Archeologico Virtuale di Narce MAVNA[77] - Mazzano Romano
- Museo Preistorico del Territorio Tiberino-Cornicolano[78]
- Museo archeologico di Malborghetto - Malborghetto Roma[79][80][81]
- Museo Casal dei Pazzi, preistorico archeologico - Roma[82]
- Museo delle navi di Fiumicino - Parco archeologico di Ostia antica[83][84]

### Itinerari
L'Itinerario delle forre etrusche e della valle del Tevere, all'interno del progetto del Sistema delle Aree Protette della Regione Lazio, Le Strade dei Parchi, percorre i paesaggi fluviali e i caratteristici borghi del Lazio a nord di Roma che si affacciano sulla valle del Tevere. È composto da 4 tappe:
- 1 Da Settevene a Calcata[87]
- 2 Da Calcata a Sant'Oreste[88]
- 3 Da Sant'Oreste a Torrita Tiberina[89]
- 4 Da Torrita Tiberina a Civitella San Paolo[90]

La Ciclovia del Tevere è un percorso cicloturistico che collega Città di Castello a Perugia lungo 85 km sulle sponde del fiume Tevere.
1. Tappa - Da San Giustino a Umbertide[91]
2. Tappa - Da Umbertide a Ponte San Giovanni[91]

Il percorso Ciclabile del Tevere è un percorso ciclabile pedonale del Comune di Roma lungo il tratto urbano sugli argini e lungotevere da Castel Giublileo fino a Mezzocammino
- Il tratto della Ciclabile del Tevere da Castel Giubileo a Ponte Milvio è stato intitolato a sette donne della resistenza romana: Adele Bei, Egle Gualdi, Adele Maria Jemolo, Laura Lombardo Radice, Marisa Musu, Laura Garroni, Maria Teresa Regard[93][94]

L'Itinerario della Strada del Vino della Teverina, parte dal MUVIS - Museo del vino e delle Scienze agroalimentari, a Castiglione in Teverina e comprende i comuni di Bagnoregio, Bomarzo, Castiglione in Teverina, Celleno, Civitella d'Agliano, Graffignano e Lubriano, nella Valle del Tevere.
La Strada dei Vini nella Valle del Tevere è un itinerario che comprende i comuni di Orvieto, Amelia, Allerona, Alviano, Castel Viscardo, Ficulle, Lugnano in Teverina, Narni, Penna in Teverina e San Venanzo. La Strada, con le sue varianti, attraversa le zone di produzione di vini a Denominazione di Origine Controllata (DOC "Orvieto", "Rosso Orvietano", "Lago di Corbara" e "Colli Amerini"), o a Indicazione Geografica Tipica, dai nomi noti e meno noti, bianchi e rossi, che valorizzano alcuni vitigni e/o uvaggi (IGT "Umbria", "Allerona", "Narni")
RIM è la rete interattiva dei musei e degli itinerari nell'Alta Valle del Tevere in Umbria, tra i comuni di Citerna, Lisciano Niccone, Monte Santa Maria Tiberina, Montone, San Giustino e Umbertide. La rete RIM sei itinerari nel territorio dedicati all’archeologia, al Rinascimento e all’arte contemporanea in Alta Valle del Tevere, ma anche alla botanica, al paesaggio e all’artigianato.

## Teverina
La zona della valle del Tevere tra Lazio e Umbria che comprende i comuni da Orvieto a Gallese viene chiamata Teverina, da cui prendono il nome.

## Tiberina
Con la denominazione Tiberina si intende la zona che comprende parte dell'Alta Valle del Tevere chiamata anche Valtiberina nella Regione Umbria e nella Regione Toscana. In Umbria il tracciato della SS3 bis, che in parte attraversa la valle del Tevere, prende il nome di Tiberina. Da Orte a Roma sino alla foce del Tevere il territorio e la toponomastica della Valle del Tevere è riferita al termine Tiberina, che deriva da Tiberis, nome arcaico del Tevere.

## Viabilità
La valle fluviale del Tevere ha costituito fino dall'epoca preistorica una importante via di comunicazione, utilizzata come tratturo dei grandi greggi in movimento per le transumanze e lo scambio di merci.
La viabilità antica di epoca arcaica della parte bassa della Valle del Tevere è stata unificata dopo la conquista romana nella Via Tiberina.
La via Alzaia poi chiamata via del Tiro o anche strada per l'Alaggio, sono state le strade lungo le rive o ripe del Tevere utilizzate per tirare controcorrente le imbarcazioni dalla Foce del Tevere a Roma fino ad Orte, il sistema documentato dall'epoca romana era svolto prima dagli Helciarii poi dal VI secolo fino al XX secolo dai Pilorciatori che, spesso in condizioni disumane o di schiavitu' a forza di braccia tiravano le barche controcorrente con le corde, solo nell'ultimo periodo furono sostituiti dal tiro dei bufali e dai battelli a vapore.

## Affluenti
L'Arno "tiberino" prima che cambiasse naturalmente il suo corso, nel periodo geologico del Quaternario, era un immissario del Tevere. Gli Etruschi limarono una strettoia in granito, nei pressi di Arezzo, per evitare che le piene dell'Arno invadessero la piana di Arretium, sfiorando poi nel fiume Clanis che attraverso il suo antico percorso in val di Chiana in Toscana, modificato successivamente in due tronchi con il Canale maestro della chiana dalla Repubblica di Firenze, affluiva nel Paglia che a sua volta sfociava nel Tevere nei pressi di Orvieto. In epoca antica Il Clanis che riceveva le acque dalla valle del Cosentino, era navigabile e fungeva da arteria di comunicazione con il Tevere, in caso di forti piogge il contributo idrico maggiore apportato al Tevere poteva provocare le piene e la fuoriuscita in aree golenali.

### Principali affluenti del Tevere
| Nome fiume                    | Lunghezza km | Portata m³/s | Principali affluenti |
| ----------------------------- | ------------ | ------------ | -------------------- |
| Nera                          | 116          | 168          | Velino, Corno        |
| Aniene                        | 99           | 35           | nessuno rilevante    |
| Chiascio                      | 82           | 19           | Topino               |
| Paglia                        | 86           | 11           | Chiani               |
| Nestore                       | 48           | 11           | Caina, Fersinone     |
| Treja                         | 37           | 4            | nessuno rilevante    |
| L'Aia                         | 31           | 1,2          | nessuno rilevante    |
| Naia                          | 30           | 1,6          | Arnata               |
| Puglia                        | 30           | 1,5          | nessuno rilevante    |
| Sovara                        | 29           | 1            | nessuno rilevante    |
| Farfa                         | 25           | 1,2          | nessuno rilevante    |
| Faena                         | 21           | 0,7          | nessuno rilevante    |
| Cremera                       | 35,8         | 2,9          | nessuno rilevante    |
| Afra                          | 14,2         | 0,2          | nessuno rilevante    |
| Almone                        | 19,5         | 1,7          | nessuno rilevante    |
| Assino                        | 23,8         | 0,3          | nessuno rilevante    |
| Cerfone                       | 31,3         | 1,1          | nessuno rilevante    |
| Fosso della Patatona          | 7,7          | 0,1          | nessuno rilevante    |
| Marrana di Fiorano-Fioranello | 22,1         | 0,5          | nessuno rilevante    |
| Magliana (fiume)              | 19,7         | 0,6          | nessuno rilevante    |
| Puglia (torrente)             | 30           | 1,6          | nessuno rilevante    |
| Rio (fiume)                   | 15,0         | 0,2          | nessuno rilevante    |
| Rio Fratta                    | 18           | 0,2          | nessuno rilevante    |
| Sovara                        | 26,8         | 0,6          | nessuno rilevante    |
| Torrente Campana              | 19,5         |              | nessuno rilevante    |
| Torrente Padonchia            | 13,8         | 0,3          | nessuno rilevante    |

## Galleria d'immagini

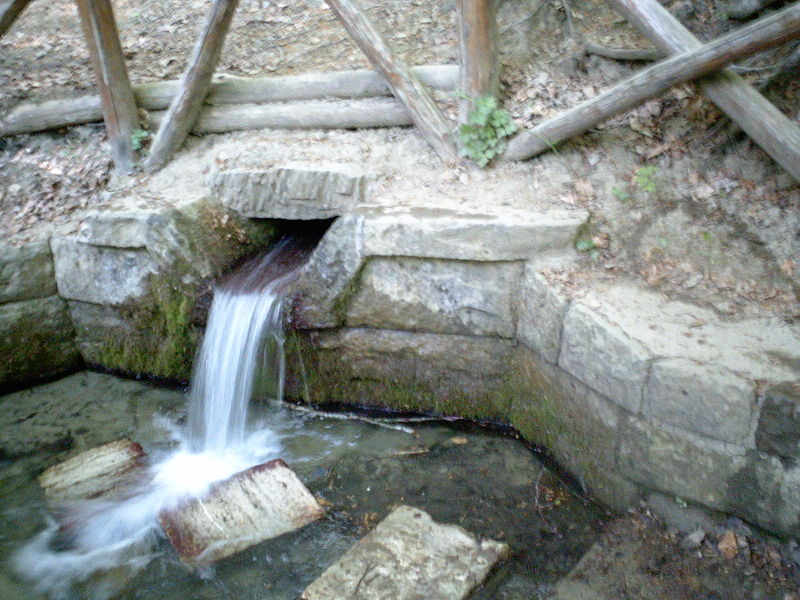
Sorgenti del Tevere - Monte Fumaiolo
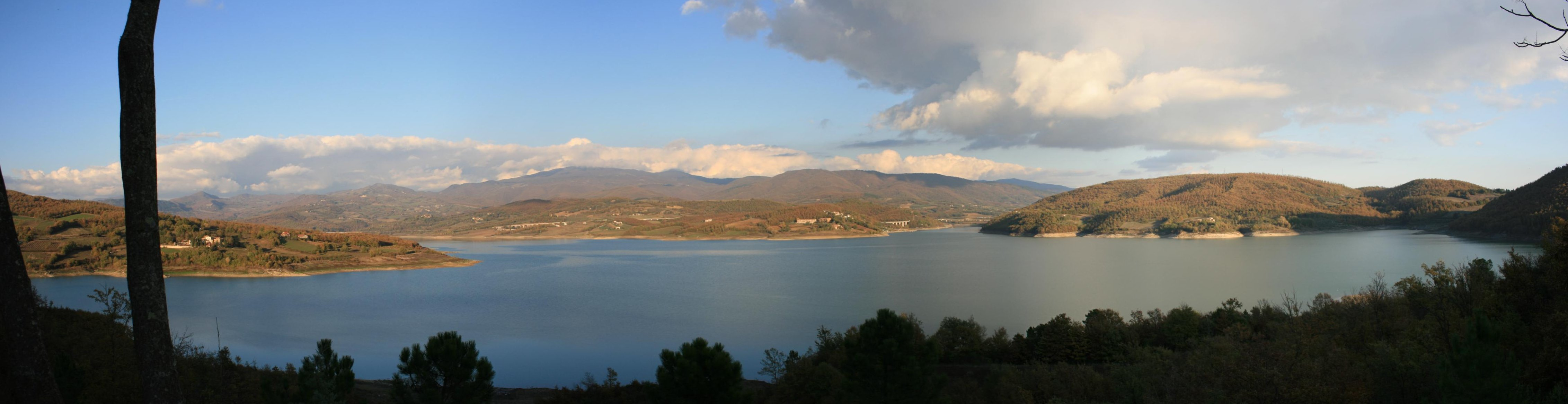
Lago di Montedoglio
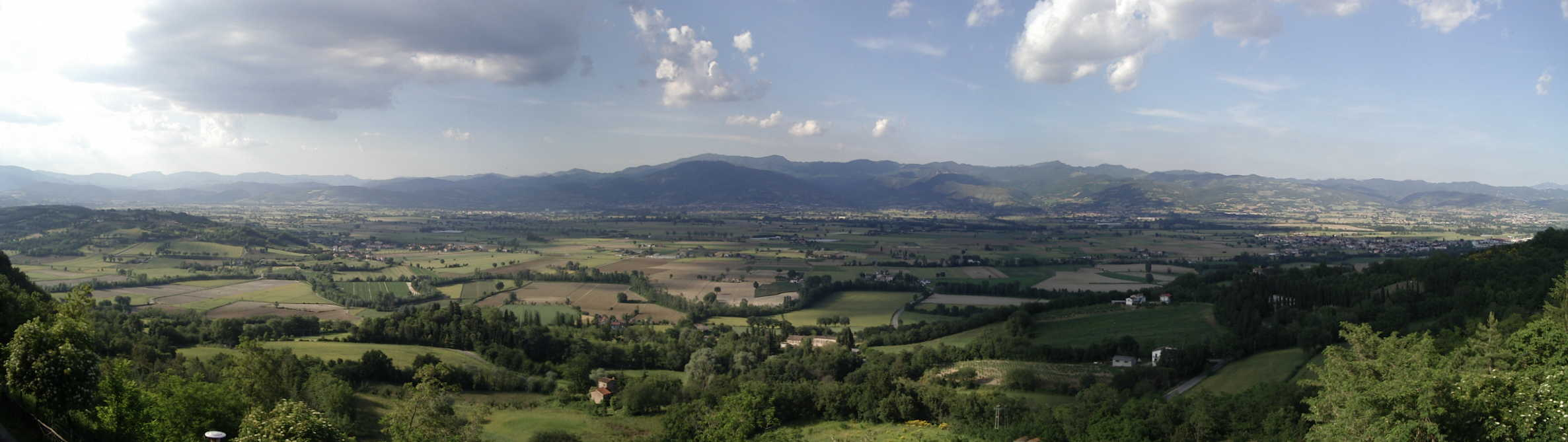
Alta valle del Tevere
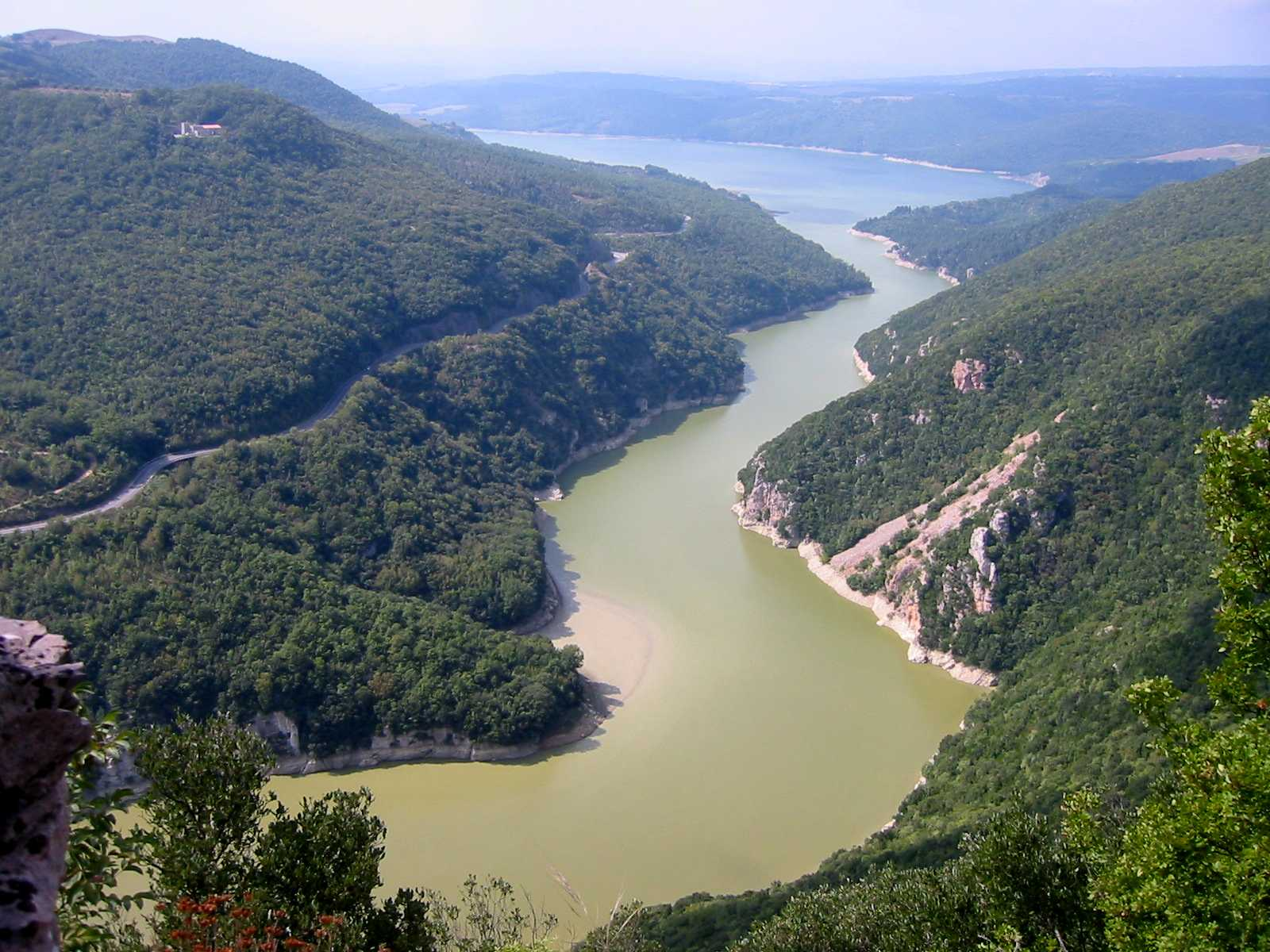
Lago di Corbara
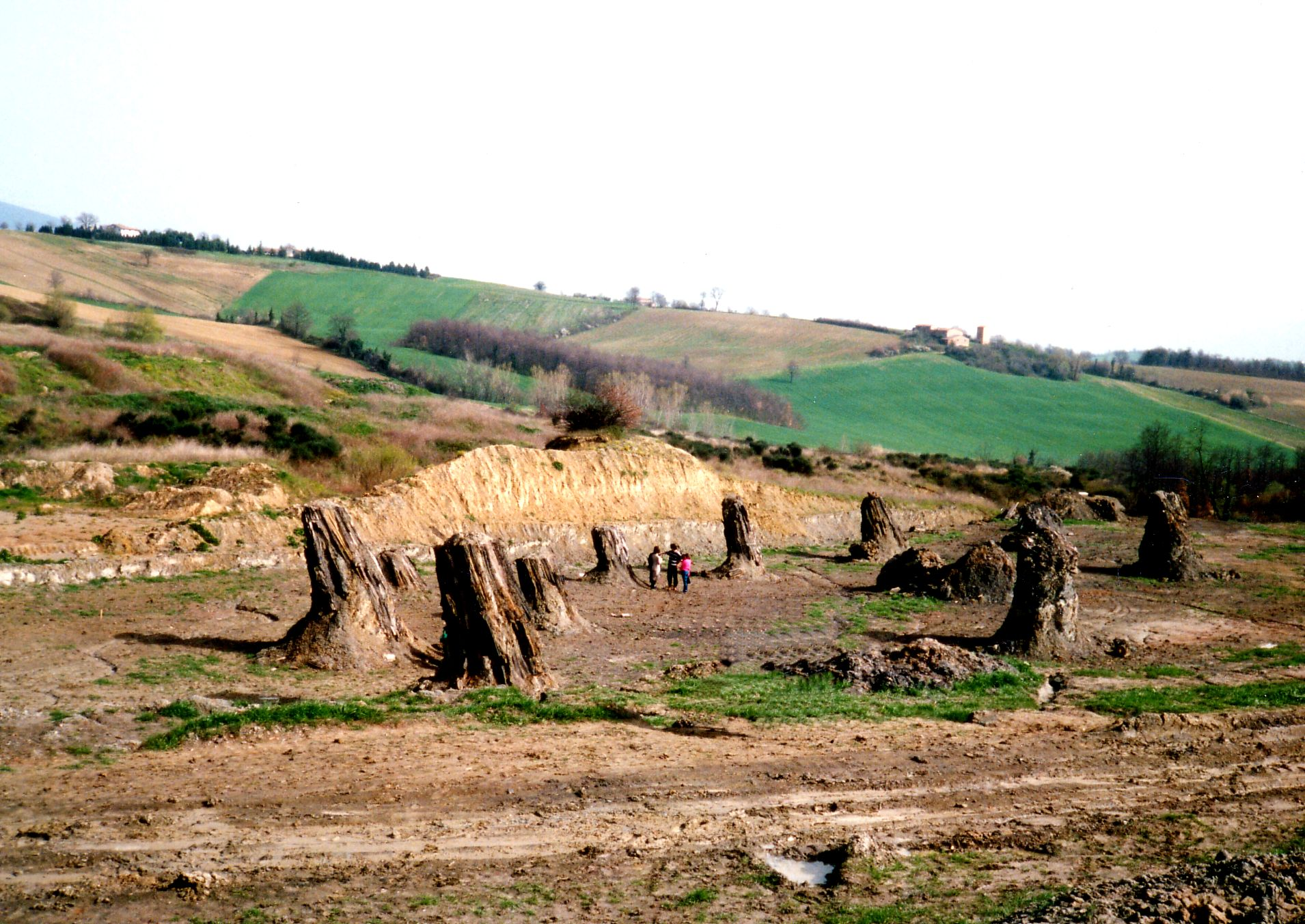
Foresta fossile di Dunarobba
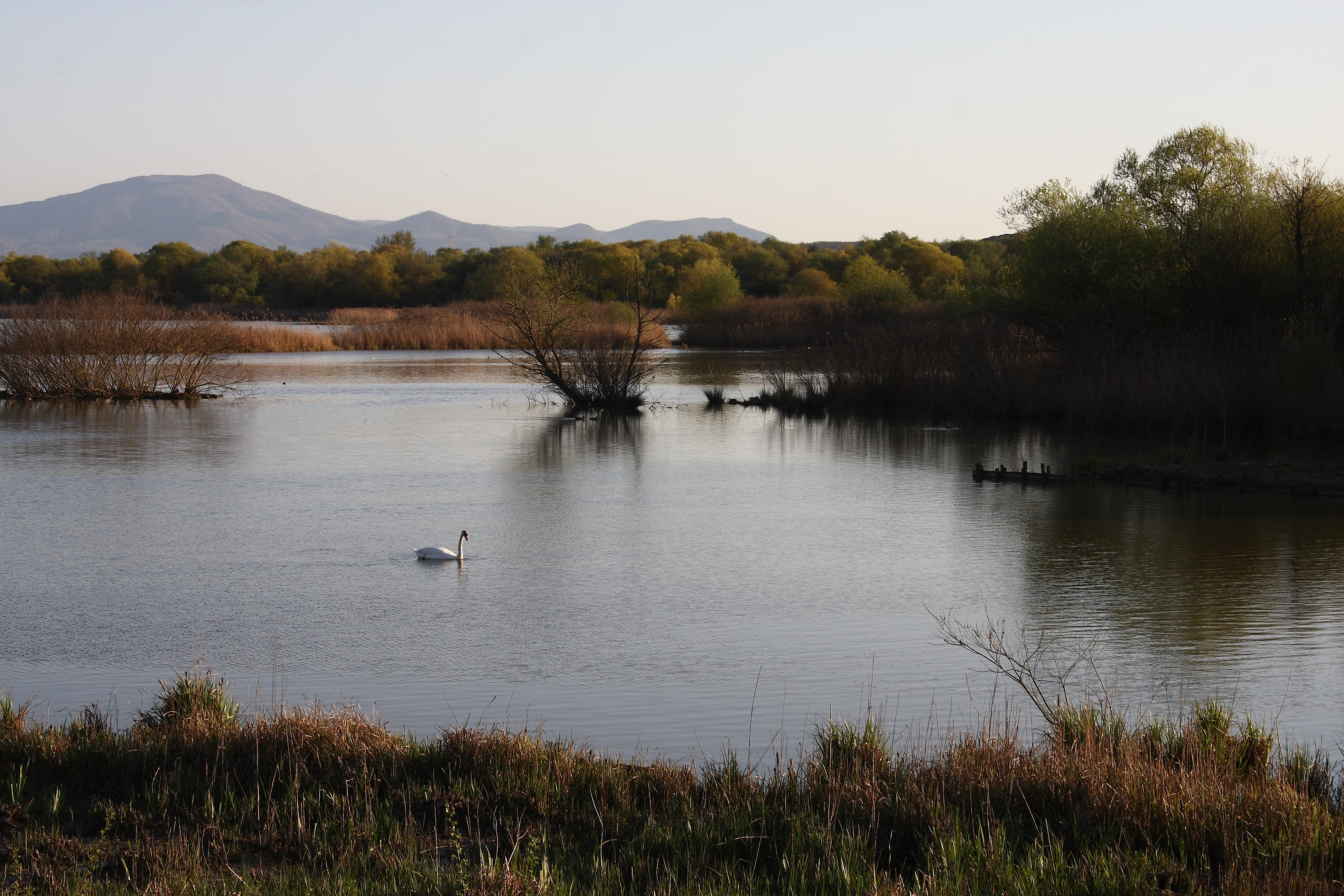
Lago di Alviano
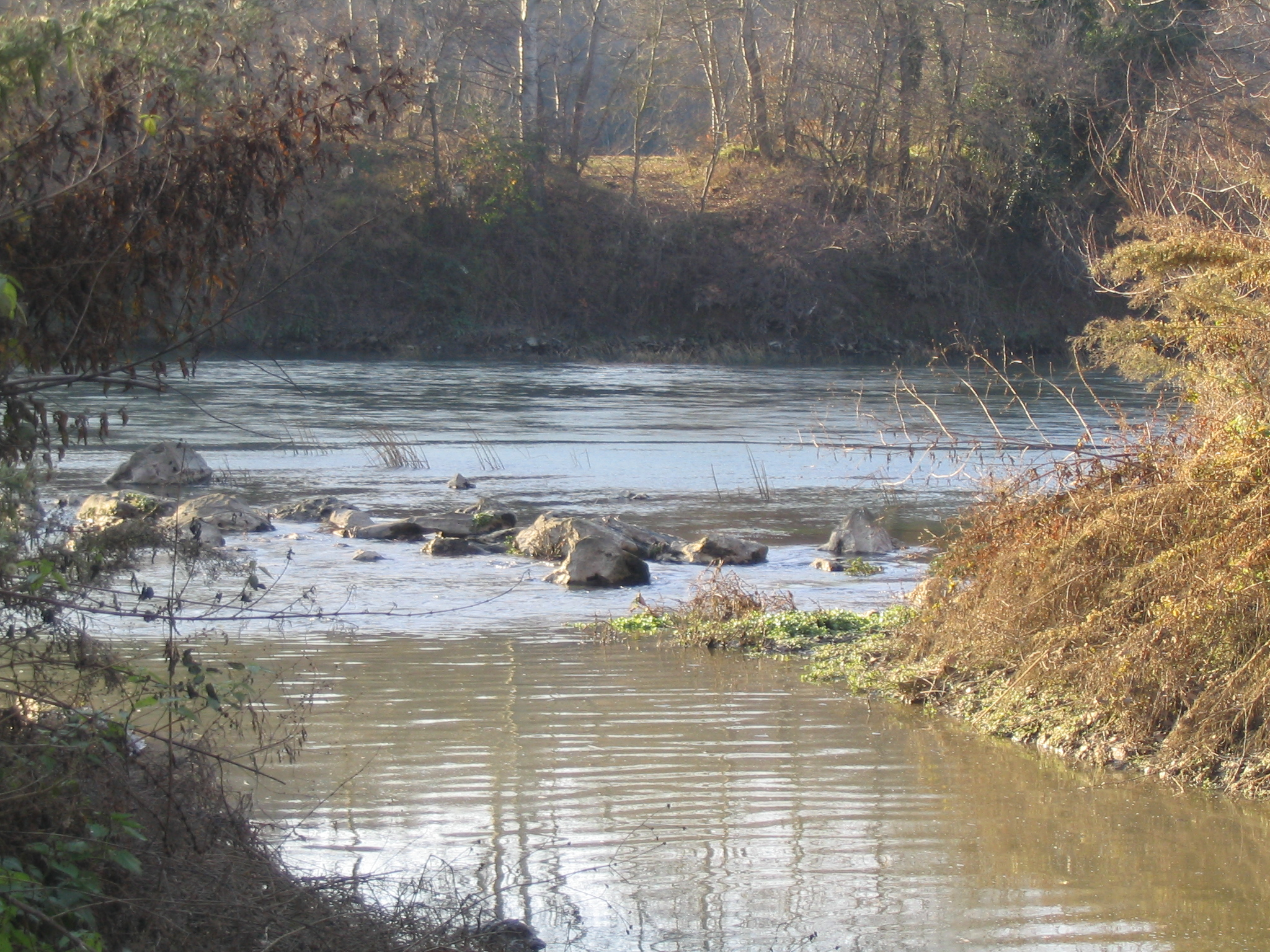
Capu l'Aia
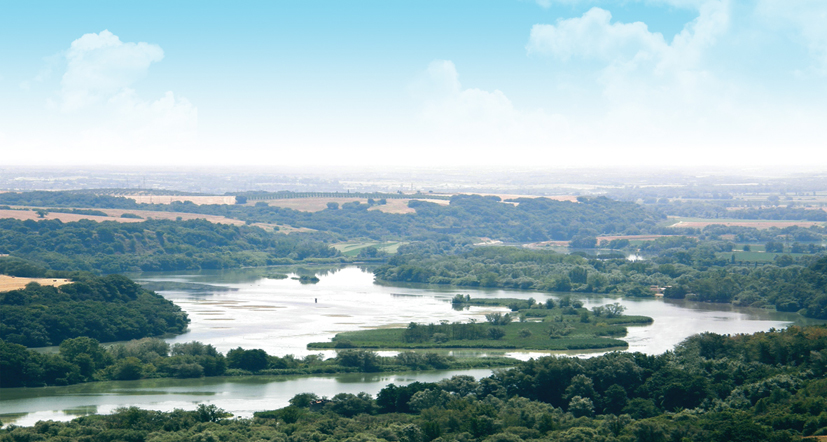
Lago di Nazzano
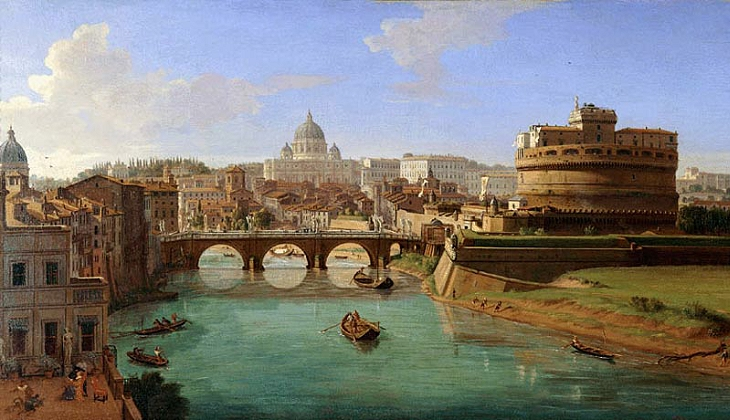
Barca trainata con Alaggio a braccia dai Pilorciatori
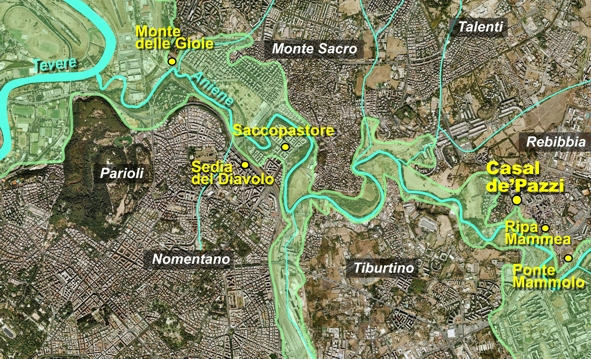
Siti paleolitici Valle del Tevere - Aniene
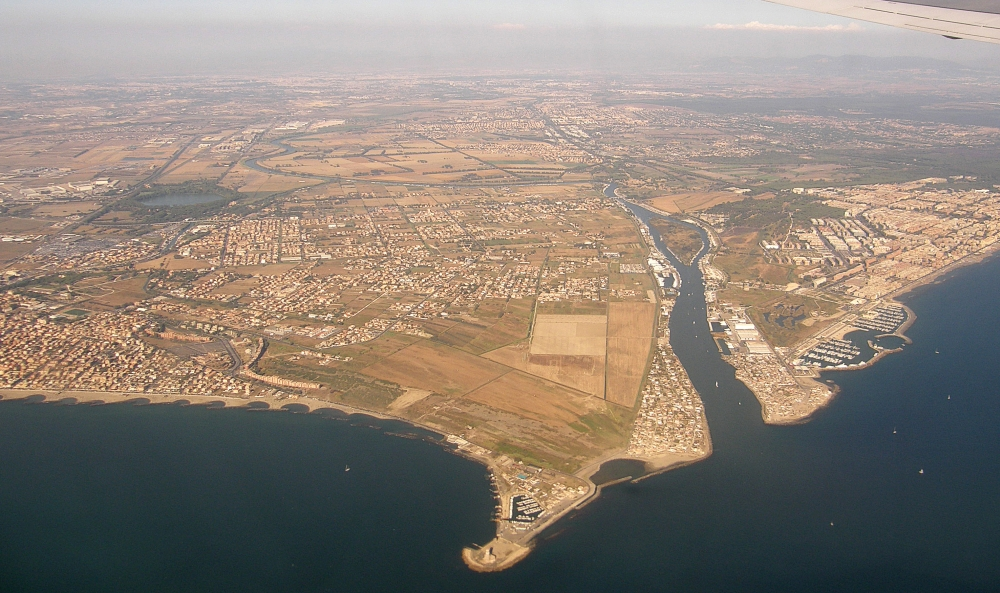
Foce del Tevere - tra Fiumicino e Ostia
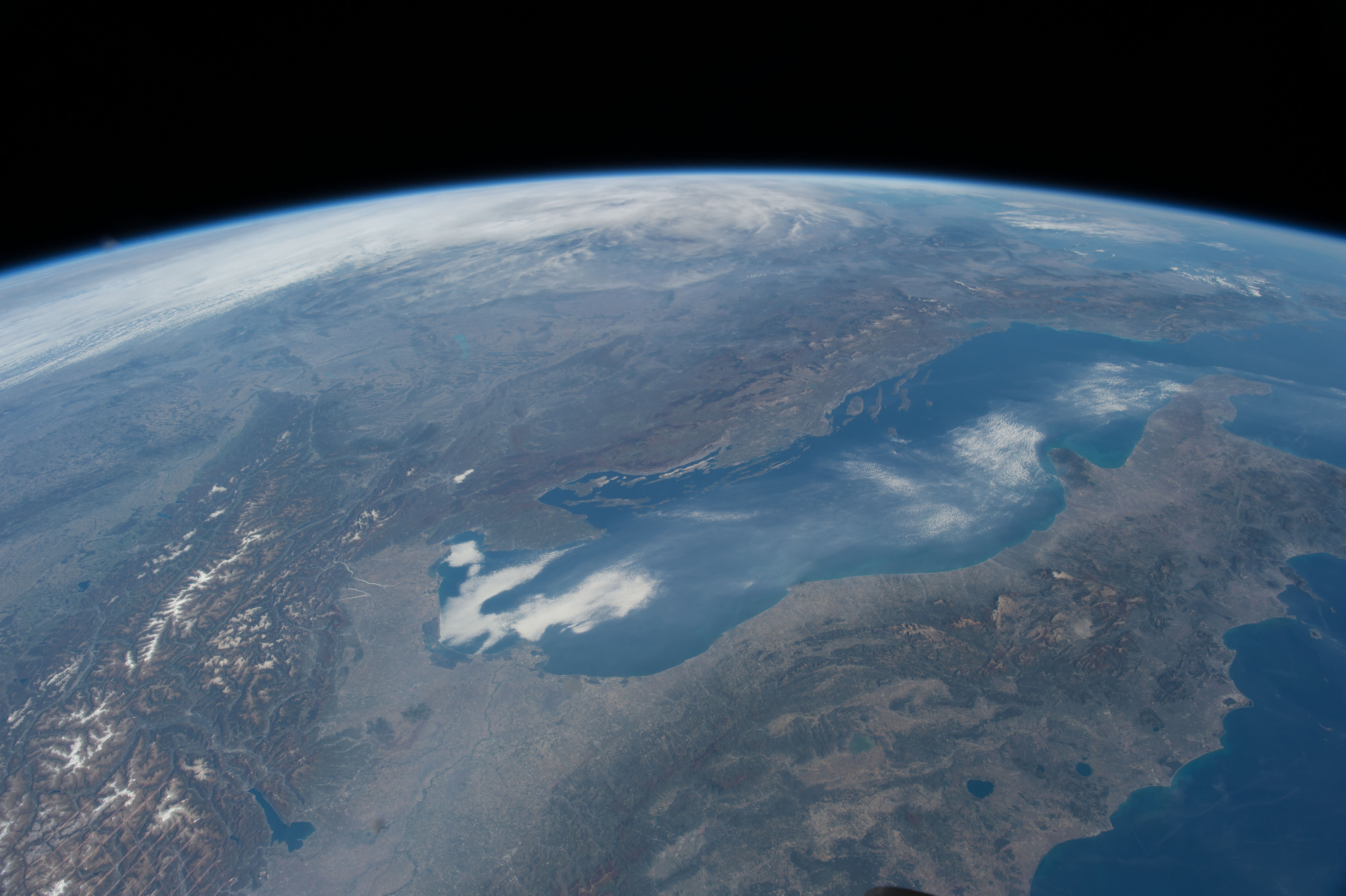
La Valle del Tevere dallo Spazio